# Concierto para piano n.º 2 (Liszt)
El concierto para piano n.º 2 en la mayor, S. 125, es una obra escrita por Franz Liszt empezada en 1839 y revisada en 1861.

## Historia
El concierto evolucionó de un primer manuscrito escrito entre 1839 y 1840, a una cuarta y última revisión hecha en 1861. Liszt dedicó la pieza a su estudiante Hans von Bronsart, quien la estrenó bajo la dirección del compositor el 7 de enero de 1857 en Weimar.

## Análisis musical
El concierto dura unos 20 minutos. Liszt hizo una revisión de este concierto y la publicó como dúo de piano (S. 651)

### Orquestación
El concierto fue orquestado para piano solo, tres flautas (una doblando al piccolo), dos oboes, dos clarinetes, dos fagotes, dos trompas, dos trompetas, tres trombones, tuba, tímpano, timbales y cuerdas.

### Estructura
La pieza está escrita como un único, largo movimiento, dividido en seis secciones conectadas por transformaciones de distintos temas. Las secciones son: 
- Adagio sostenuto assai
- Allegro agitato assai
- Allegro moderato
- Allegro deciso
- Marziale un poco meno allegro
- Allegro animato